# Kajetan von Bissingen-Nippenburg
Pour les articles homonymes, voir Bissingen.
Kajetan von Bissingen-Nippenburg (Cajetan Maria Alexander Ferdinand Johann Anton Joseph Leonhard Anselm von Bissingen und Nippenburg, né le 18 mars 1806 à Venise, décédé le 10 mai 1890 à Schramberg) est un homme politique allemand d'origine autrichienne.

## Famille
Kajetan von Bissingen-Nippenburg est issu d'une famille noble (de) de rang comtal d'origine autrichienne. Il est le fils de Ferdinand Ernst Maria, comte von Bissingen und Nippenburg et de Marie-Thérèse, comtesse von Thurn-Valsássina und Taxis.

## Biographie
Il étudie le droit dès 1828 puis il rejoint le gouvernement autrichien. 
Durant la révolution de 1848, il est nommé, avec 50 autres commissaires, chargé de résoudre les révoltes du pays en 1849 contre les gouverneurs du Tyrol et du Vorarlberg. En 1855, il est en poste à Venise comme gouverneur, il y reste jusqu'en 1860, moment où il décide de se retirer de la vie publique, et de retourner dans sa patrie.
Dans les derniers moments de sa vie, il se dédie encore à la politique et rejoint en 1868, le parlement du Wurtemberg avant de passer au Reichstag allemand de 1872 à 1874, il prend place au centre.
Il est mort, dans sa ville natale, le 10 mai 1890.

## Distinctions honorifiques
: Chevalier de 1re classe de l'Ordre de la Couronne de fer